# Miranda (Californië)
Miranda is een plaats in het zuiden van Humboldt County in Californië in de Verenigde Staten. Miranda ligt op wandelafstand van de zuidelijke arm van de Eel River waar veel kustmammoetbomen staan. Miranda bevindt zich op de California State Route 254 en tussen Myers Flat in het noorden en Phillipsville in het zuiden.
De plaats werd genoemd naar een vroegere postvrouw. 